# Jambo Tours
Jambo Tours är en svenskägd researrangör som specialiserat sig på upplevelseresor, etablerad 1974 i Stockholm.
Arrangerar enligt företagets egen slogan Resor på riktigt för både grupper och individuella resenärer med eller utan svenska guider.
Från och med 2008 bedrivs verksamhet i Norge.  
Sedan juli 2016 är Temaresor systerarrangör till Jambo Tours. Temaresor finns även i Finland, Norge och Danmark och går då under namnen Temamatkat, TEMA-reiser och Temarejser. 